# Умяр Сали
Умяр Сали (фин. Ymär Sali, при рождении: Умяр Аляутдинов, фин. Ymär Alautdinoff, Тат. Гомәр Галәветдин улы Сәли; 5 [17] февраля 1876, Актуково, Нижегородская губерния, Российская империя — 12 августа 1951, Тампере, Хяме) — татарский купец и предприниматель, осуществлявший свою деятельность среди татар города Тампере. С его помощью было основано исламское объединение.

## Биография
Родился 5 февраля 1876 года в селе Актуково, Нижегородской губернии где провёл своё детство. В 1896 году он женился на Залихе Гобайдуллиной. Уже в конце 1800-х годов Сали много раз приезжал в Таммерфорс в качестве купца, продавая товары. В 1899 году он открыл в городе собственный успешный магазин. Магазин стал известен как место, где днем собирались местные татары, чтобы поговорить о своей жизни. Он управлял магазином до самой смерти.
Сали описывают как набожного мусульманина и чуткого человека, глубоко любящего свой народ. Благодаря ему в 1943 году татары Тампере смогли основать свою собственную исламскую ассоциацию. Он был богат и помогал своим друзьям и семье всякий раз, когда они нуждались в помощи. Сали также был председателем ассоциации до самой смерти.
В 1938 году, когда Гаяз Исхаки организовал в Варшаве, Польша, торжества памяти Идель-Уральского государства, Сали был там в качестве почетного гостя.
Сали сыграл важную роль в оказании помощи татарам-мишарям, переселяющимся из Санкт-Петербурга в Финляндию в начале 1900-х годов. Он также пытался привезти Мусу Бигиева вместе с его сестрой Марьям Хакимджан (Мать А. Хакимджанов) в Финляндию в 1930 году, но этот план был отменен.
Жену Сали Залигу описывают как женщину, которая много работала вместе со своим мужем и всегда его поддерживала. Скончался 12 августа 1951 года. Семья Сали похоронена в Тампере.